# Comuna Micleușeni, Strășeni
Comuna Micleușeni este o comună din raionul Strășeni, Republica Moldova. Este formată din satele Micleușeni (sat-reședință) și Huzun.

## Demografie
Conform datelor recensământului din 2014, comuna are o populație de 2.343 de locuitori. La recensământul din 2004 erau 2.334 de locuitori.

## Administrație și politică
Componența Consiliului local Micleușeni (11 consilieri), ales la 5 noiembrie 2023, este următoarea:
|  | Partid                                        | Consilieri | Componență | Componență | Componență | Componență | Componență | Componență | Componență |
|  | --------------------------------------------- | ---------- | ---------- | ---------- | ---------- | ---------- | ---------- | ---------- | ---------- |
|  | Partidul Acțiune și Solidaritate              | 7          |            |            |            |            |            |            |            |
|  | Partidul Socialiștilor din Republica Moldova  | 2          |            |            |            |            |            |            |            |
|  | Partidul Dezvoltării și Consolidării Moldovei | 1          |            |            |            |            |            |            |            |
|  | Partidul Liberal Democrat din Moldova         | 1          |            |            |            |            |            |            |            |

## Personalități născute aici
- Vasile Bahnaru (1949 - 2024), filolog.